# Band-e Kaisar
Band-e Kaisar (Perzisch: "Caesar's Dam", بند قیصر), Pol-e Kaisar ("Caesar's brug"), Brug van Valerianus of Shadirwan is een oude Romeinse brug die tevens in de eerste eeuw werd gebruikt als dam en is gelegen in Shushtar, Iran.
De brug was in totaal 500 meter lang die de rivier de Karoen, de belangrijkste rivier van Iran, overspande. De brug maakte deel uit van het Shushtar Historische Hydraulisch Systeem dat sinds 2009 op de Werelderfgoedlijst staat.

## Geschiedenis
Volgens de Perzische traditie is de Band-e Kaisar gebouwd door het leger van de Romeinse keizer Valerianus I nadat het door Shapur I verslagen en gevangen genomen was in de slag bij Edessa. In Shushtar zouden de Romeinen door de Sassaniden aan het werk zijn gezet om een kanaal te graven, de Ab-i Gargar, en de twee dammen Band-e Kaisar en de Band-e Mizan. Ondanks dat dit verhaal in de negende en tiende eeuw door de Islamitische historici Tabari en Al-Masudi zijn opgetekend zijn er diverse aanwijzingen in de regio rond Shushtar te vinden van Romeinse aanwezigheid.
De dambrug maakte onderdeel uit van de weg die de twee belangrijke Sassanidische steden Ctesiphon en Pasargadae met elkaar verbond.
Chogha Zanbil · Persepolis · Plein van de Emam · Takht-e Soleyman · Pasargadae · Bam en zijn cultuurlandschap · Soltaniyeh · Behistuninscriptie · Armeense kloosterensembles in Iran · Historisch hydraulisch systeem van Shushtar · Khānegāh en heiligdom van sjeik Safi al-Din · Bazaar van Tabriz · Perzische tuin · Vrijdagmoskee van Isfahan · Gonbad-e Qabus · Golestanpaleis · Shahr-i Sokhta · Susa · Cultuurlandschap van Meymand · Het Perzisch qanat · Dasht-e Lut · Historische stad Yazd · Archeologisch landschap van de Sassaniden in de Farsstreek · Hyrcaanse bossen · Trans-Iraanse Spoorlijn · Cultuurlandschap van Hawraman/Uramanat  · Hegmataneh